# ان‌جی‌سی ۵۸۹۰
ان‌جی‌سی ۵۸۹۰ یک کهکشان‌ است.